# Over the Top
 Over the Top és una pel·lícula estatunidenca de Menahem Golan, estrenada el 1987, amb Sylvester Stallone.

## Argument
Lincoln Hawk és camioner i campió jugant al pols. La seva exdona, moribunda, li demana que s'ocupi del seu fill Michael que no ha vist des de fa deu anys. Però l'avi del nen utilitzarà tot el seu poder per separar-los.

## Comentaris
- La pel·lícula va ser la primera i el més important fracàs comercial de Stallone, amb només 16 milions de dòlars de recaptacions als Estats Units.
- Amb Over the Top, Stallone esdevingué l'actor més ben pagat del món, amb 12 milions de dòlars.

## Repartiment
- Sylvester Stallone: Lincoln Hawk
- Robert Loggia: Jason Cutler
- David Mendenhall: Michael "Mike" Hawk
- Rick Zumwalt: Bob "Bull" Harley
- Susan Blakely: Christina Hawk

## Premis i nominacions

### Premis
- Premi Ascap a la Millor Banda Original
- Premi Young Artist a la Millor Pel·lícula Dramàtica Familiar
- Premi Razzie 1988 a la pitjor estrella revelació, per

David Mendenhall 
- Premi Razzie al pitjor actor secunadri, per David Mendenhall

### Nominacions
- Premi Young Artist pel Millor Jove Actor: David Mendenhall
- Premi Razzie al pitjor actor per Sylvester Stallone